# Chronologie de l'hindouisme
| Phases de l’hindouisme              | Caractéristiques principales et faits marquants | Dates approximatives                                     |
| ----------------------------------- | --- | -------------------------------------------------------- |
| Âge des croyances originelles.      | Apparition de temples avec piscine pour les ablutions rituelles, et d’un prototype du Seigneur Shiva ; religiosité spécimen et racine du Yoga (ahimsâ, ascétisme, etc.) ; pratique de la zoolâtrie et de la dendrolâtrie (culte des arbres), du culte des fleuves, de la vénération de la Déesse-Mère , et des organes sexuels masculins (linga) et féminins (yoni). | 5000 à 2500 av. J.-C. (ère harappienne, ou dravidienne). |
| Âge des Rituels (Karma Kanda).      | Invasion aryenne ; Mise au point du système des castes socioreligieuses (varna) ; Absence totale de temple pour les déités, et attention particulière sur l’exécution des rituels et des sacrifices ; Début de la composition des Védas, formulation du brahman (absolu) chargé d’une signification magique, et conception de l’Un, entité absolue, primordiale, indivisible et éternelle ; Affirmation des dieux védiques aryens. | 2500 à 1500 av. J.-C. (ère védique).                     |
| Âge des Rituels (Karma Kanda).      | Montée en puissance des brahmanes en tant que caste supérieure, même par rapport à celle des guerriers (ksatriyas) ; Attention encore plus prononcée sur la réalisation des rites ; Fin de la composition des Védas (600 av. J.-C.) ; Notion de brahman comprise dans un sens métaphysique, et sa tautologie âtman/brahman ; Perte d’influence des dieux védiques aryens, et composition des Brâhmana (1000-700 av. J.-C.). | 1500 à 500 av. J.-C. (ère brahmanique).                  |
| Âge de la Spéculation (Gyan Kanda). | Contestation soutenue par le bouddhisme et le jaïnisme du système des castes et des sacrifices sanglants ; Contre-réforme brahmanique avec la composition, des célèbres grands poèmes épiques (Rāmāyana et Mahābhārata : 400 av. J.-C. – 200/400 av. J.-C.), du Kâma-Sûtra de M. Vâtsyâyana (IIIe siècle), et de l’Arthashâstra (situé entre le IVe siècle av. J.-C. et le IVe siècle apr. J.-C.) ; Début de la diffusion de l’hindouisme en Asie du Sud et en Indonésie(IIe-VIe siècle), du vishnouisme (v. 400) et du tantrisme (v. 500). | 500 av. J.-C. à 500 apr. J.-C. (ère oupanishadique).     |
| Âge de la Dévotion (Upasana Kanda). | Disparition ou assimilation du bouddhisme en Inde et enclavement du jaïnisme ; Promotion complète et définitive de dieux tels que Shiva, Vishnou et des divinités féminines ; Affirmation de la bhakti (soit « attachement », ou « dévotion »), – expression religieuse d’adoration des divinités très répandue en Inde au Moyen Âge, (essentiellement vishnouïte, tant sur le plan religieux qu’historique) ; Construction des temples les plus célèbres ; Invasion musulmane (fin du Xe siècle) ; Fondation par Gourou Nânak du sikhisme (v. 1500) ; Domination moghole en Inde (1526-1605) ; Domination coloniale britannique en Inde finissant sur l’indépendance et la partition du sous-continent entre le Pakistan et l’Union indienne (1757-1947) ; Victoire religieuse de la civilisation de l’Indus sur la foi aryenne ritualiste. | 500 à aujourd’hui (ère de la bhakti).                    |